# ارغوان چینی
ارغوان چینی (نام علمی: Cercis chinensis) نام یک گونه از سرده ارغوان است.